# Vrh pri Poljanah
Vrh pri Poljanah is een plaats in Slovenië en maakt deel uit van de gemeente Ribnica in de NUTS-3-regio Jugovzhodna Slovenija.